# 밀리언 웨이즈
《밀리언 웨이즈》(영어: A Million Ways to Die in the West)는 2014년 개봉한 미국의 서부 코미디 영화이다.

## 출연진
- 세스 맥팔린
  - 프레스턴 베일리
- 샬리즈 세런
- 어맨다 사이프레드
- 리엄 니슨
- 지어바니 리비시
- 닐 패트릭 해리스
- 세라 실버먼
- 크리스토퍼 헤이건
- 진 에프런
- 웨스 스투디
- 렉스 린
- 앨릭스 보스틴
- 랠프 가먼
- 존 에일워드
- 에이믹 바이럼
- 에번 존스
- 맷 클라크
- 제이미 폭스
- 라이언 레이놀즈
- 길버트 곳프리드
- 마이크 헨리
- 데니스 해스킨스
- 존 마이클 히긴스
- 크리스토퍼 로이드
- 빌 마
- 이완 맥그리거
- 케일리 쿼코
- 패트릭 스튜어트
- 메이 휘트먼
- 제이 패터슨

## 기타 제작진
- 배역: 실라 재피
- 미술: 스티븐 라인위버, 브라이언 펠티
- 세트: 칼라 커리
- 의상: 신디 에번스
- 분장: 휘트니 제임스
- 헤어: 메리 램퍼트
- 음향 감독: 엘리엇 L. 커레츠
- 특수 효과: 베르너 한라인
- 시각 효과: 블레어 클라크, 줄리언 딤지
- CG: 하워드 캠벨, 아비 굿맨
- 조감독: 에릭 헤프런